# Sergio Galarza (futbolista)
Sergio Daniel Galarza Soliz (La Paz, Bolivia, 25 de agosto de 1975) es un exfutbolista boliviano. Jugaba en la posición de portero. Debutó profesionalmente en el Club Metalsan el 23 de septiembre de 1993 en la Liga de Fútbol Profesional Boliviano. Fue seleccionado boliviano, donde jugó 18 partidos.

## Clubes
| Club              | País    | Año         |
| ----------------- | ------- | ----------- |
| Real Santa Cruz   | Bolivia | 1997 - 1999 |
| Blooming          | Bolivia | 2000        |
| Bolívar           | Bolivia | 2001        |
| Wilstermann       | Bolivia | 2002 - 2005 |
| Oriente Petrolero | Bolivia | 2006 - 2009 |
| Guabirá           | Bolivia | 2010        |
| Blooming          | Bolivia | 2011 - 2013 |
| Sport Boys Warnes | Bolivia | 2013        |